# Niceforonia
Niceforonia là một chi động vật lưỡng cư trong họ Strabomantidae, thuộc bộ Anura. Chi này có 3 loài và 33% bị đe dọa hoặc tuyệt chủng.